# Bockholm (Lemland, Åland)
Bockholm är en ö i Lemlands kommun på Åland (Finland). Den ligger i den södra delen av landskapet, 13 km sydost om huvudstaden Mariehamn.
Bockholm är cirka 700 meter lång, 250 meter bred och sträcker sig i nord–sydlig riktning. Arean är 0,15 kvadratkilometer.
Bockholm har Slättskär i norr och Äspholm och Risholmen i söder. I öster ligger byn Västeränga på fasta Åland och i väster ligger Kuggholmsfjärden.
Terrängen på Bockholm består mestadels av hällmarksskog som bitvis är ganska tät. På den södra delen av ön finns ett stycke ängsmark och vid den finns också ett bostadshus.